# Monestir de Sant Pere de les Puel·les (Sarrià)
El monestir de Sant Pere de les Puel·les és un edifici situat al carrer d'Anglí del barri de Sarrià de Barcelona, catalogat com a bé amb elements d'interès (categoria C).

## Història i descripció
El 1876, les monges benedictines de Sant Pere de les Puel·les van cedir el que quedava del seu monestir a Domènec Sugrañes i d'Olzinellas i Teresa Carbó i Carbonell a canvi que els construïssin un nou monestir en uns terrenys procedents de l'antic Mas Anglí, adquirits a Joan Margenat i Salvany i la seva mare Antònia Salvany i Casas. El projecte fou obra del mestre d'obres Antoni Robert i Morera, que s'inspirà en el Rundbogenstil d'Elies Rogent a l'edifici històric de la Universitat de Barcelona, tot i que els plànols presentats l'any següent a l'Ajuntament de Sarrià per a obtenir el permís d'obres foren signats per l'arquitecte Salvador Vinyals. De planta baixa i dos pisos, es compon de tres cossos ben diferenciats: el principal, amb un claustre central i diverses dependències al voltant; el de l'església, al costat esquerre, i el de les construccions auxiliars d'una planta menys, adossades als dos extrems de la façana sud. El parament central està format per set mòduls emmarcats entre pilastres, que es redueixen en alçada, solució similar a la de la façana lateral.
La primera pedra fou col·locada el 15 de setembre d'aquell any, i les monges hi entraren el 13 d'agost del 1879. Durant la Guerra Civil, l'edifici fou incendiat, les monges van haver de marxar i es va fer servir per la intendència de la Generalitat. Un cop finalitzat el conflicte, l'església va ser reconstruïda, essent consagrada el 6 de maig del 1945.
L'abat Escarré, greument malalt a Viboldone (Llombardia), fou portat a aquest monestir, on morí el 21 d'octubre del 1966. Actualment, hi continua vivint una comunitat de monges benedictines que segueixen la regla de Sant Benet: ora et labora. Desenvolupen un conjunt d'activitats que es vehiculen a través de la vocació de portes obertes i la implicació en la història de la ciutat. Combinen l'hostatgeria amb tallers d'ornaments litúrgics, restauració de llibres i documents gràfics, correcció i cal·ligrafia, i programen cursos i activitats diverses, com ara danses contemplatives, concerts, taller d'evangeli, etc. L'hort del monestir, de 1.600 m², alimenta la comunitat i l'hostatgeria. També s'hi conserva part del mobiliari litúrgic de l'antic monestir (el bàcul de l'abadessa Constança de Corbera, peça d'orfebreria datada al segle xv, entre altres) i l'important arxiu, amb els documents fundacionals, cartularis, butlles papals i privilegis reials, cartes de professió de les monges, etc.